# Мирна Долина (Омська область)
Мирна Долина (рос. Мирная Долина) — присілок у Азовському німецькому національному районі Омської області Російської Федерації.
Належить до муніципального утворення Сосновське сільське поселення. Населення становить 305 осіб.

## Історія
Згідно із законом від 30 липня 2004 року органом місцевого самоврядування є Сосновське сільське поселення.

## Населення
| 1913 | 1920 | 1926 | 1970 | 1979 | 1989 | 2002 |
| ---- | ---- | ---- | ---- | ---- | ---- | ---- |
| 185  | ↗404 | ↘353 | ↗414 | ↘280 | ↘258 | ↗269 |
| 2006 | 2010 |      |      |      |      |      |
| ↘232 | ↗305 |      |      |      |      |      |